# Maleabilidad de la inteligencia
La maleabilidad de la inteligencia describe los procesos por los cuales la inteligencia humana puede aumentarse a través de cambios en la neuroplasticidad. Estos cambios pueden venir como resultado de la genética, factores farmacológicos, factores psicológicos, comportamiento, o condiciones ambientales. En general, la mayoría de la plasticidad relacionada con la inteligencia ocurre o bien el comienzo del desarrollo (el periodo crítico), o durante la edad adulta. La inteligencia maleable puede referirse a cambios en las habilidades cognitivas, memoria, razonamiento, memoria muscular o habilidades motoras relacionadas.
Charles Spearman, que acuñó el factor "g" de "inteligencia general", describe la inteligencia como la habilidad de adaptarse al entorno con un conjunto de habilidades, que incluyen razonamiento y entender relaciones y patrones. Cree que los individuos con alto desarrollo en una habilidad intelectual tienden a tener también el mismo desarrollo avanzado en otras capacidades intelectuales. Se creía que un individuo más inteligente sería más fácilmente capaz de "acomodar" las experiencias a las estructuras cognitivas existentes para desarrollar estructuras más compatibles con los estímulos medioambientales.
En general, se cree que la inteligencia puede ser atribuida tanto a factores genéticos como medioambientales, pero la extensión a la cual cada uno de ellos juega una función clave es altamente discutida. Estudios de gemelos idénticos y no idénticos criados por separado y juntos mostraron una correlación fuerte entre el cociente intelectual y el nivel socioeconómico de los padres. Los niños criados en familias de clase baja tienden a puntuar más bajo en las pruebas de inteligencia cuándo son comparados con niños criados en familias de clase media y alta. Aun así, no hay ninguna diferencia en las puntuaciones en el nivel de inteligencia entre niños de familias de clase media versus familias de clase alta.

## Definiciones
- Inteligencia: una capacidad muy general que, entre otras cosas, implica la capacidad de razonar, planear, solucionar problemas, pensar de manera abstracta, comprender ideas complejas, aprender deprisa y aprender de la experiencia.[3]

- Periodo crítico: un periodo restringido del desarrollo durante el cual el sistema nervioso es particularmente sensible a los efectos de la experiencia.[4]

## Base neurocientífica
La base biológica de la inteligencia reside en el grado de conectividad de las neuronas en el cerebro y las cantidades diferentes de materia blanca y gris. Estudios han mostrado que la inteligencia está positivamente correlacionada con el volumen cerebral total.  Si bien es verdad que el número de neuronas en el cerebro decrece a lo largo del desarrollo, las conexiones neuronales aumentan y las vías se hacen más eficientes, aumentando las estructuras de soporte y apoyo. Este aumento en los tejidos de apoyo, que incluyen mielinación, vasos sanguíneos, y células gliales, llevan a un aumento en el tamaño total del cerebro.  Cuando la circunferencia del cerebro y el coeficiente intelectual se compararon en niños de nueve años, se encontró una correlación positiva entre ambos. Se observaron incrementos del CI de 2.87 puntos por cada aumento en la desviación estándar de la circunferencia cerebral.

### Importancia de periodo crítico
El cerebro crece rápidamente los cinco primeros años de desarrollo humano. A los 5 años, el cerebro humano alcanza el 90% de su tamaño total. Termina creciendo gradualmente hasta los 20 años. De principio a final, el cerebro aumenta su tamaño un 300% desde el nacimiento. El periodo crítico, definido como los primeros años de desarrollo cerebral, es esencial para el desarrollo intelectual, dado que el cerebro optimiza la sobreproducción de sinapsis presentes en el nacimiento. Durante el periodo crítico, las vías neuronales se refinan basándose en qué sinapsis están activas y recibiendo transmisiones. Es un fenómeno de "usálo o piérdelo".

### Plasticidad neuronal
La Plasticidad neuronal refiere a cualquier cambio en la estructura de la red neuronal que forma el sistema nervioso central. La plasticidad neuronal es la base fisiológica para los cambios de cómo funciona la mente, incluyendo el aprendizaje, la formación de la memoria, y los cambios en la inteligencia. Una forma bien estudiada de plasticidad es la potenciación a largo plazo (PLP). Refiere a un cambio en la conectividad neuronal como resultado de una alta activación en ambos lados de la sinapsis. Este cambio en la conectividad neuronal permite que la información pueda ser procesada más fácilmente, dado que la conexión neuronal asociada con tal información se hace más fuerte en función de la PLP. Otras formas de plasticidad incluyen la creación de nuevas neuronas, nuevas conexiones entre neuronas, y la eliminación selectiva de tales conexiones, llamada poda sináptica dendrítica

### Factores genéticos de inteligencia
Los humanos tienen grados diferentes de neuroplasticidad debidos a su dotación genética, que afecta su habilidad para adaptarse a condiciones en sus ambientes y aprender efectivamente de las experiencias. La medida en la cual la inteligencia puede vincularse con la herencia genética aumenta con la edad. Un estudio de gemelos holandeses concluyó que la inteligencia de un niño de 5 años está basado un 26% en la herencia, mientras que la de uno de 12 años un 64%.  Estructuralmente, las influencias genéticas explican un 77–88% de la varianza en el espesor del área medio sagital del cuerpo calloso, el volumen del núcleo caudado, y los volúmenes de los lóbulos parietal y temporal.

## Influencia farmacológica
Diversos tratamientos farmacológicos han sido desarrollados para ayudar a organizar los circuitos neurales de pacientes con trastornos del aprendizaje. Los sistemas colinérgico y glutamatérgico cerebrales desempeñan un papel importante en el aprendizaje, la memoria, y el desarrollo organizacional del entramado neuronal. Estos sistemas ayudan a capitalizar en el periodo crítico y organizar la transmisión sináptica. El autismo y otras discapacidades del aprendizaje han sido tratadas con medicinas que se enfocan en la transmisión colinérgica y glutamatérgica. Estas medicinas aumentan la cantidad de acetilcolina en el cerebro, aumentado la producción de precursores del transmisor, así como inhibiendo su degradación por las colinesterasas. Enfocándose en aumentar la actividad de este sistema, la sensibilidad del cerebro a la plasticidad dependiente de actividades se mejora. Específicamente, las drogas glutamatérgicas podrían reducir el umbral de la PLP, promoviendo una morfología dendrítica espinal normal, y retener un número mayor de conexiones sinápticas útiles. 

## Factores psicológicos
Los factores psicológicos y las nociones preconcebidas acerca de la inteligencia pueden ser tan influyentes en la inteligencia como la genética. Los niños con estrés crónico temprano muestran una conectividad corticolímbica dañada en el desarrollo. El estrés crónico temprano se define como un cuidado inconsistente o inadecuado y una desorganización en el entorno de crianza. Estos niños mostraron menor función cognitiva, especialmente en la cognición fluida, o la habilidad de usar efectivamente la memoria de trabajo. La falta de conectividad entre el sistema límbico y el córtex prefrontal puede ser culpable de esta deficiencia.

### Aprovechando el periodo crítico
Como se comentó previamente, el periodo crítico es un tiempo de poda neural y desarrollo intelectual alto.